# Liselotte von Rantzau-Essberger
Liselotte von Rantzau-Essberger (geboren am 9. Oktober 1918 in Kiel; gestorben am 25. Januar 1993 in Mammern) war eine deutsche Reederin.

## Leben

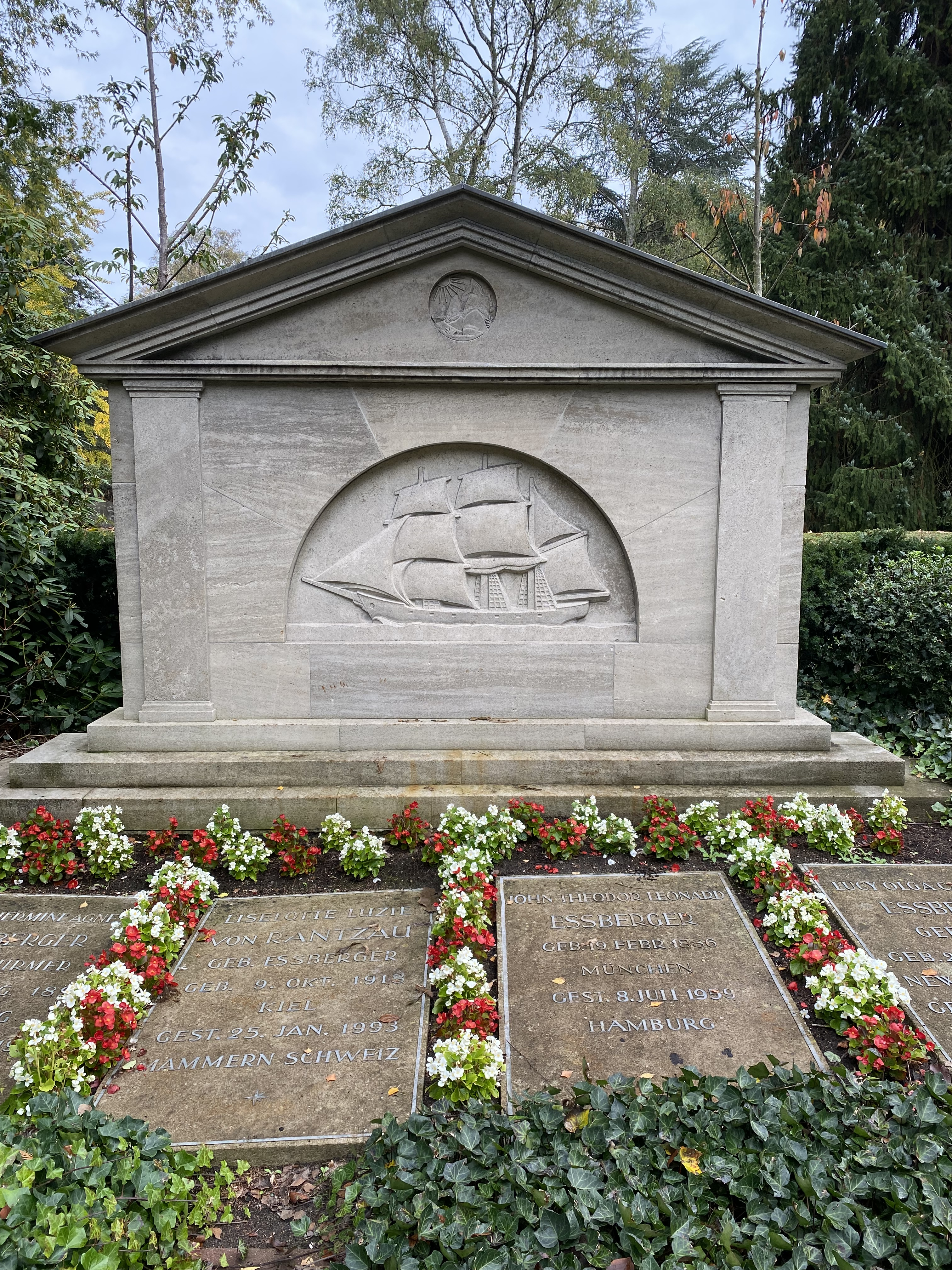
Grabplatte (links) in der Familiengrabstätte

Liselotte Essberger war die Tochter von John Theodor Essberger und dessen Frau Charlotte, geborene Simonsen. Sie heiratete am 31. Juli 1942 Viktor Cuno von Rantzau (1910–1982), mit dem sie drei Söhne hatte.
Von ihrem 1959 verstorbenen Vater erbte Rantzau-Essberger dessen Unternehmen Deutsche Afrika-Linien/John T. Essberger Group of Companies. Sie leitete diese Reedereien über 30 Jahre lang und wurde zu den erfolgreichsten Unternehmerinnen Deutschlands gezählt. Sie war lange Präsidiumsmitglied im Verband Deutscher Reeder sowie 1988 bis 1990 Vorsitzende des Afrika-Vereins der deutschen Wirtschaft. Unter ihrer Führung wurden in dem Unternehmen auch vermehrt Frauen als Seefahrerinnen gefördert, z. B. in der Ausbildung zu Schiffsmechanikerinnen. 
Wie bereits ihr Vater förderte Rantzau-Essberger Musiker, etwa durch Privatkonzerte.
Nach ihrem Tod im schweizerischen Mammern wurde ihr Leichnam nach Hamburg überführt und dort auf dem Friedhof Nienstedten beigesetzt.
Ihre Söhne Heinrich und Eberhard von Rantzau, bereits seit den 1980ern in der Firma tätig, führten die Reedereien nach dem Tod ihrer Mutter 1993 weiter.

## Würdigung

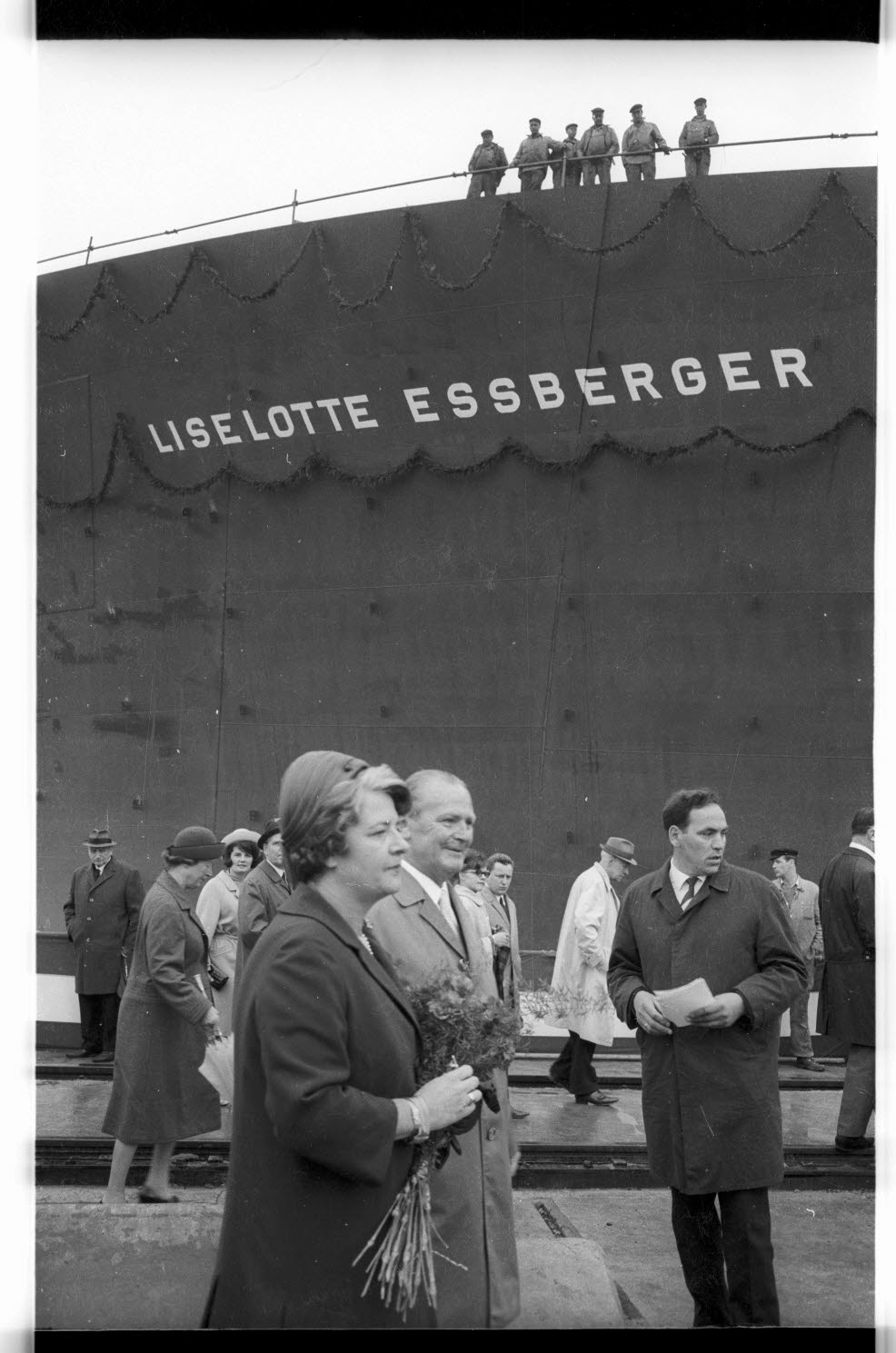
Liselotte Essberger bei der Taufe 1966

Nach Liselotte Essberger wurden mehrere Schiffe ihrer Reederei benannt: Der Tanker Liselotte Essberger (1935–1945, dann beschlagnahmt und Weiterbetrieb unter neuen Namen, abgewrackt 1980), der Tanker Liselotte Essberger (gebaut 1966), der Chemikalientanker Liselotte Essberger (gebaut 1992, seit 2015 als Key North), sowie der Produktentanker ("Parcel-Tanker") mit LNG-fähigem Antrieb Liselotte Essberger (gebaut 2021). 